# آندری پرلوف
آندری پرلوف (روسی: Андрей Борисович Перлов؛ زادهٔ ۱۲ دسامبر ۱۹۶۱) دونده دو پیاده‌روی سرعت اهل اتحاد جماهیر شوروی سوسیالیستی بود.
وی در مسابقات کشوری و بین‌المللی در مجموع برندهٔ ۲ مدال طلا، ۱ مدال نقره شده‌است.